# Isachsen
Isachsen est une station météorologique et de recherche isolée nommée en l'honneur de l'explorateur de l'Arctique norvégien Gunnar Isachsen et située sur la côte occidentale de l'île Ellef Ringnes des îles Sverdrup dans le territoire du Nunavut au Canada. Elle a été fondée dans le cadre d'un programme d'observation météorologique canado-américain. Son ouverture officielle est 3 avril 1948 et les observations météorologiques régulières débutèrent le 3 mai. Elle a été fermée le 19 septembre 1978. Une station météorologique automatique prend sa place en 1989 et envoie régulièrement ses informations par satellite.

## Histoire
Gunerius Isachsen est le premier explorateur à passer dans la région en avril 1900 lors de l'expédition norvégienne des îles Sverdrup. Ce n'est seulement qu'après la Seconde Guerre mondiale et le début de la Guerre froide que le haut arctique devient un enjeu géopolitique. Les gouvernements canadien et américains décident d'y bâtir un poste permanent pour marquer l'occupation du territoire et pour recueillir les données météorologiques qui sont de plus en plus importantes pour l'aviation. Le 3 avril 1948, les trois premiers employés du Service météorologique du Canada (SMC) et du US Weather Bureau arrivent par avion en provenance de Resolute grâce à l'appui aérien américain. 
La station d'Isachsen Station étant extrêmement isolée, elle est approvisionnée par avions-cargos de l'Aviation royale canadienne deux fois par an tard au printemps et tôt à l'automne à partir de la base de Resolute sur l'île Cornwallis. Cette dernière étant plus au sud pouvait être alimentée par navire durant la courte saison de navigation arctique. Le personnel est composé habituellement de 8 personnes, 4 Américains (deux observateurs météo, un cuisinier et un mécanicien d'entretien) et 4 Canadiens (deux observateurs et deux opérateurs radio). Les communications sont par télégraphie sans fil sur onde courte. L'électricité est produite par une génératrice au diesel et le chauffage par chaudière à l'huile, le tout est apporté par avion dans des bidons standard.
Le 9 octobre 1949, un avion-cargo C-47 de la U.S. Air Force s'envole de son aérodrome avec dix personnes à bord : 6 membres d'équipage, deux membres du Weather Bureau, un membre du SMC et un agent de la Gendarmerie royale du Canada. Il s'écrase peu après, blessant trois des occupants. La cause de l'accident est un trop grand poids embarqué et du givrage sur les ailes. Au moment du décollage, la piste boueuse était recouverte de 10 à 15 centimètres de neige, il tombait un peu de neige et il y avait de la brume givrante,.
Durant les années 1950 à 1970, la station Isachsen est surtout utilisée pour le radiosondage de l'atmosphère par ballon-sonde. Elle complète les données recueillies par les autres stations, comme Alert, Eureka et Mould Bay, très dispersées du grand nord canadien. Elles permet de combler un trou dans les données nécessaires pour la prévision météorologique allant de l'Amérique du Nord à l'Europe. En 1955, dans le cadre des programmes de la Commission géologique du Canada, Isachsen et les autres stations de la région servent de bases pour cartographier les îles arctiques. La découverte la plus importante est la mise en évidence d'épaisses accumulations de roches sédimentaires propices aux gisements pétroliers. Des demandes de permis d'exploration sont immédiatement déposées conjointement à la revendication canadienne sur les ressources minérales du plateau continental jusqu'à la limite des 200 milles marins des côtes. La station est également utilisée dans le cadre de l’Étude du Plateau Continental Polaire (EPCP) pour faire des relvés gravimétriques, géomagnétiques, océanographiques et hydrographiques. 
Durant les années 1950, le gouvernement du Canada incite des Inuits à se relocaliser dans le haut arctique. En 1956, le plan prévoit un tel déplacement vers Isachsen, Alert, Eureka et Mould Bay mais il est abandonné. À l'été 1958, des maisons préfabriquées sont transportées en morceaux par avion pour remplacer les bâtiments vieillissants d'Isachsen. Douze travailleurs les accompagnent pour l'assemblage.
Le 31 octobre 1971, les États-Unis se retirent en raison de resserrements et de contraintes budgétaires. Le gouvernement canadien reste seul à soutenir la station et y dépense un bon montant en entretien et améliorations. Cependant, en 1978, le gouvernement décide de fermer une des stations du haut arctique pour couper les frais et Isachsen est désaffectée le 19 septembre. Après un hiatus, une station météorologique automatique est installée en 1989. Elle rapporte depuis ce temps les données horaires de surface par satellite.

## Climat
Selon les données du Service météorologique du Canada (SMC), la région d'Isachsen est l'un des climats les plus rigoureux au Canada. Le SMC calcule un indice de sévérité sur 100 du climat qui la classe à 99.
La station étant au nord du cercle arctique, la nuit arctique totale dure trois mois à partir d'octobre. La température varie alors entre −32 °C et −51 °C. Par contre, en été, le soleil brille 24 heures sur 24 durant trois mois et la température est de 7 °C à 16 °C).
| Mois                              | jan.  | fév.  | mars  | avril | mai   | juin | jui. | août | sep.  | oct.  | nov.  | déc.  |
| --------------------------------- | ----- | ----- | ----- | ----- | ----- | ---- | ---- | ---- | ----- | ----- | ----- | ----- |
| Température minimale moyenne (°C) | −43,4 | −42,3 | −38,9 | −33,9 | −20,4 | −7,1 | −1,1 | −5,6 | −15,7 | −31,1 | −37,4 | −38,2 |
| Température moyenne (°C)          | −32   | −32,2 | −31   | −22,7 | −10,3 | 0,8  | 4,5  | 1,2  | −6,7  | −15,9 | −25   | −28,7 |
| Température maximale moyenne (°C) | −17,8 | −19,7 | −18   | −13,5 | −5,8  | 10,9 | 13,9 | 11,5 | 0,4   | −4,2  | −8,2  | −17,2 |

## Flore et faune
Située en haut arctique, il n'y pousse que de petites plantes à fleurs durant le court été, du lichen et de la mousse qui nourrissent des caribous. Ours polaires, renards arctiques, lièvres, lemmings, phoques, bœufs musqués et oiseaux migratoires complètent la faune locale. Aucun humain n'y vit en permanence.

### Source
- (en) Cet article est partiellement ou en totalité issu de l’article de Wikipédia en anglais intitulé « Isachsen, Nunavut » (voir la liste des auteurs).

## Annexe